# Shadow Program - Programma segreto
Shadow Program - Programma segreto (Shadow Conspiracy) è un film del 1997 diretto da George P. Cosmatos con Charlie Sheen, Linda Hamilton e Donald Sutherland. È l'ultimo film diretto dal regista greco.

## Trama
A Washington, Bobby Bishop, il consigliere più fidato del presidente degli Stati Uniti, è inseguito e fugge per salvarsi la vita. Un killer professionista gli dà la caccia e Bishop chiede aiuto ad una sua vecchia fiamma, Amanda Givens, reporter del Washington Herald. Bishop è implicato nell'omicidio di un suo vecchio professore, deve dimostrare la propria innocenza e insieme tenere a bada le mire di altri importanti personaggi, come il capo dello staff presidenziale Jake Conrad. Per Bishop l'impresa non è facile, ma, dopo avere sventato numerose trappole a suo danno, risale alla trama internazionale che aveva portato alcuni gruppi a rubare i nuovi piani di sviluppo, cui il professore stava lavorando. Alla festa del presidente, un modellino aereo-killer uccide tutti i colpevoli, anche Jake si uccide, e Bishop può finalmente allontanarsi tranquillo insieme ad Amanda.